# خطوط كانغ باسيفيك الجوية
خطوط كانغ باسيفيك للطيران كانت شركة طيران منخفضة التكلفة تعمل من مطار الفجيرة الدولي في الإمارات العربية المتحدة . قامت شركة الطيران برحلتها الأولى والوحيدة في 6 يونيو 2008.

## التاريخ
تأسست شركة كانغ باسيفيك للطيران في المملكة المتحدة في عام 2005. أسس بول كانج الشركة في عام 2006 . قدمت شركة الطيران في الأصل طائرات دي سي 10 ولكن بسبب انخفاض الطلب من قبل الشركات المستأجرة، بدأت العملية مع MD83 باستخدام شركة شريكة في الفلبين وتم تشغيلها بنجاح لمدة عامين.
في عام 2008، حصلت شركة الطيران على عقد للطيران بين الفلبين وهونج كونج، ولكن تم التخلي عن الفكرة بسبب عدم وجود طلب على شركة مستأجرة للعمل في الإمارات وآسيا بسبب الركود العالمي. قرر كانغ العودة إلى أوروبا ومواصلة عملياته في أوروبا من خلال الإيجار وشراء الطائرات. لقد تنوعت شركة كانغ باسيفيك للطيران الآن في العديد من الشركات التي تشمل التوزيع والنقل.

## الأماكن
اعتبارًا من عام 2008، خططت كانغ باسيفيك للوجهات التالية من قبل كانغ باسيفيك :
- الإمارات العربية المتحدة
  - الفجيرة (مطار الفجيرة الدولي)، المحور
- بنغلاديش
  - دكا (مطار شاه جلال الدولي)
- الهند
  - كوتشي (مطار كوتشين الدولي)
- الفلبين
  - كلارك (مطار كلارك الدولي)
- سيريلانكا
  - كولومبو (مطار باندارانايكا الدولي)

## الأسطول
اعتبارًا من عام 2009، استخدام أسطول من طائرات ماكدونل دوغلاس دي سي-10 المؤجرة، مع توقع المزيد من عمليات الاستحواذ على الطائرات لاحقًا مع التوسع.

## روابط خارجية
- الموقع الرسمي لخطوط كانغ باسيفيك الجوية